# 태평 (고려 문신)
태평(泰評: ?~925년)은 태봉(泰封) 말기의 군졸병(軍卒兵)이자 고려(高麗) 초기(草記)의 문신(文臣)이며 황해북도(黃海北道) 연안군(延安郡)에서 태어났다.

## 생애
경전과 사서에 두루 섭렵했고 관리 실무에 능숙했다. 신라(新羅) 말에 호족(豪族) 류긍순(柳兢徇)의 참모(參謀)가 되었다. 류긍순(柳兢徇)이 궁예(弓裔)에게 격파당하고 나서 궁예(弓裔)에게 항복하였다. 뒤에 왕건(王建)을 섬겨 고려(高麗) 개국(開國)에 공(恭)을 세우고 순군낭중(徇軍郞中)이 되었다.

## 태평이 등장하는 작품
- 《태조 왕건》(KBS, 2000년~2002년, 배우:김하균)

## 참고 문헌
- 《고려사》(高麗史) 권92, 〈열전〉(列傳) 5, 왕순식(王順式) 부(富) 태평(泰評)